# Janina Gemel
Janina Gemel (ur. 2 września 1917 w Milejowie k. Piotrkowa Trybunalskiego, zm. 20 grudnia 1979) – polska działaczka społeczna, biolog.

## Studia i praca
Studiowała na Uniwersytecie Łódzkim. Po ukończeniu studiów z dyplomem magistra biologii uczyła tego przedmiotu w kilku łódzkich szkołach średnich, przed przejściem na emeryturę w XI LO im. M. Kajki w Łodzi, a na emeryturze (od 1972) pracowała jeszcze w niepełnym wymiarze godzin.

## Działalność społeczna w krajoznawstwie
Działała w Lidze Ochrony Przyrody, Polskim Towarzystwie Turystyczno-Krajoznawczym PTTK oraz w Towarzystwie Przyjaciół Łodzi TPŁ, z ramienia którego organizowała w szkołach konkursy na temat znajomości Łodzi.
Prowadziła wiele obozów wędrownych i wzorowo przygotowanych wycieczek krajoznawczych dla młodzieży szkolnej.
Współpracowała ze Szkolnym Wojewódzkim Ośrodkiem Krajoznawczo-Turystycznym.
Do PTTK wstąpiła w 1955. W latach 1960–1973 była sekretarzem Komisji Krajoznawczej Oddziału Łódzkiego PTTK. Wspólnie z Teofilem Katrą i Ireną Szwalm prowadziła prace przy inwentaryzacji krajoznawczej powiatu łódzkiego. Była też czynnym Społecznym Opiekunem Zabytków PTTK.

## Odznaczenia
- Krzyż Kawalerski Orderu Odrodzenia Polski
- Złoty Krzyż Zasługi
- Srebrna Honorowa Odznaka PTTK
- Złota Odznaka Za Opiekę nad Zabytkami
- Honorowa Odznaka Miasta Łodzi
- odznaczeniami związkowymi ZNP
- i innymi odznaczeniami